# 箕浦聖弓
箕浦 聖弓 （みのうら まさみ、1970年9月22日 - ）は、東京都出身の女性アナウンサー、ナレーターである。

## 経歴・人物
明治学院大学文学部フランス文学科卒業後、テレビ長崎に入社。主に中継レポーターとして活躍。FNSアナウンス奨励賞、新人・中継部門受賞歴あり。退社後、株式会社圭三プロダクション所属を経て、現在はビートワン所属。日本酒利き酒師、サッカー4級審判員、野菜ソムリエの資格あり。

## 主な出演番組

### KTN時代
- めざましテレビ（中継リポーター）
- はなきんテレビ（司会）
- テレビみゅーで
- FNSの日 1億2500万人の超夢列島 そのうちなんとか23時間（出張女子アナ）

### KTN退社後
- 朝まるJUST（千葉テレビ放送）
- 彩の国サタディスクール930（テレビ埼玉）
- できたてGopan(テレビ長崎）
- フィッシングニュース（CS釣りビジョン）
- ケイコとマナブChannel
- NNNニュースプラス1（日本テレビ）レポーター
- 来夢来人（スカパースターデジオ）パーソナリティ
- ベンチャー必勝の法則（BSジャパン）ナレーター
- ちい散歩（テレビ朝日）- テレビショッピングコーナー担当、不定期出演
- ワールドビジネスサテライト（テレビ東京）ナレーター、隔週